# Élections législatives de 1993 dans les Hautes-Pyrénées
Les élections législatives françaises de 1993 se déroulent les 21 et 28 mars 1993. Dans le département des Hautes-Pyrénées, trois députés sont à élire dans le cadre de trois circonscriptions.

## Élus
| Circonscription | Député sortant | Parti | Parti | Député élu ou réélu   | Parti | Parti     |
| --------------- | -------------- | ----- | ----- | --------------------- | ----- | --------- |
| 1re             | Pierre Forgues |       | PS    | Gérard Trémège        |       | UDF (PR)  |
| 2e              | Claude Gaits   |       | MRG   | Philippe Douste-Blazy |       | UDF (CDS) |
| 3e              | Claude Miqueu  |       | PS    | Jean Glavany          |       | PS        |

## Positionnement des partis
Les candidats d'alliance RPR-UDF et divers droite se présentent sous la bannière de l'Union pour la France et ceux du Parti socialiste derrière l'Alliance des Français pour le Progrès. Par ailleurs, Les Verts et Génération écologie s'unissent sous l'étiquette Entente des écologistes.

## Résultats

### Résultats à l'échelle du département
| Parti          | Parti                                 | Premier tour | Premier tour | Second tour | Second tour | Sièges |
| Parti          | Parti                                 | Voix         | %            | Voix        | %           | Sièges |
| -------------- | ------------------------------------- | ------------ | ------------ | ----------- | ----------- | ------ |
|                | Union pour la démocratie française    | 43 620       | 38,62        | 37 613      | 50,66       | 2      |
|                | Rassemblement pour la République      | 4 489        | 3,97         |             |             | 0      |
|                | Divers droite                         | 1 351        | 1,20         | 0           |             |        |
|                | Union pour la France                  | 49 460       | 43,79        | 37 613      | 50,66       | 2      |
|                |                                       |              |              |             |             |        |
|                | Parti socialiste                      | 19 843       | 17,57        | 36 631      | 49,34       | 1      |
|                | Mouvement des radicaux de gauche      | 9 642        | 8,54         |             |             | 0      |
|                | Alliance des Français pour le progrès | 29 485       | 26,10        | 36 631      | 49,34       | 1      |
|                |                                       |              |              |             |             |        |
|                | Génération écologie                   | 4 454        | 3,94         |             |             | 0      |
|                | Les Verts                             | 2 003        | 1,77         | 0           |             |        |
|                | Entente des écologistes               | 6 457        | 5,72         |             |             | 0      |
|                |                                       |              |              |             |             |        |
|                | Parti communiste français             | 14 526       | 12,86        |             |             | 0      |
|                | Front national                        | 8 281        | 7,33         | 0           |             |        |
|                | Le Trèfle - Les nouveaux écologistes  | 3 157        | 2,80         | 0           |             |        |
|                | Extrême gauche dont LCR et LO         | 1 152        | 1,02         | 0           |             |        |
|                | Divers                                | 431          | 0,38         | 0           |             |        |
|                |                                       |              |              |             |             |        |
| Inscrits       | Inscrits                              | 173 057      | 100,00       | 111 961     | 100,00      | 3      |
| Abstentions    | Abstentions                           | 52 201       | 30,16        | 31 355      | 28,01       |        |
| Votants        | Votants                               | 120 856      | 69,84        | 80 606      | 71,99       |        |
| Blancs et nuls | Blancs et nuls                        | 7 907        | 6,54         | 6 362       | 7,89        |        |
| Exprimés       | Exprimés                              | 112 949      | 93,46        | 74 244      | 92,11       |        |

### Résultats par circonscription

#### Première circonscription (Bagnères-de-Bigorre)
| Candidat       | Candidat               | Parti          | Premier tour | Premier tour | Second tour | Second tour |  |
| Candidat       | Candidat               | Parti          | Voix         | %            | Voix        | %           |  |
| -------------- | ---------------------- | -------------- | ------------ | ------------ | ----------- | ----------- |  |
|                | Gérard Trémège élu     | UDF (PR)       | 11 481       | 30,24        | 20 889      | 51,48       |  |
|                | Pierre Forgues sortant | PS (ADFP)      | 11 306       | 29,78        | 19 690      | 48,52       |  |
|                | Pierre-André Breton    | RPR            | 4 489        | 11,82        |             |             |  |
|                | Michel Cassagne        | PCF            | 4 229        | 11,14        |             |             |  |
|                | Jean Fourcade          | FN             | 2 670        | 7,03         |             |             |  |
|                | Michel Geoffre         | GÉ (EÉ)        | 2 457        | 6,47         |             |             |  |
|                | Annie Bosc             | LT-LNÉ         | 1 174        | 3,09         |             |             |  |
|                | Josiane Viault         | PLN            | 160          | 0,42         |             |             |  |
|                |                        |                |              |              |             |             |  |
| Inscrits       | Inscrits               | Inscrits       | 59 414       | 100,00       | 59 402      | 100,00      |  |
| Abstentions    | Abstentions            | Abstentions    | 18 239       | 30,7         | 15 468      | 26,04       |  |
| Votants        | Votants                | Votants        | 41 175       | 69,3         | 43 934      | 73,96       |  |
| Blancs et nuls | Blancs et nuls         | Blancs et nuls | 3 209        | 7,79         | 3 355       | 7,64        |  |
| Exprimés       | Exprimés               | Exprimés       | 37 966       | 92,21        | 40 579      | 92,36       |  |

#### Deuxième circonscription (Tarbes - Lourdes)
|                | Philippe Douste-Blazy élu | UDF (CDS)      | 21 219 | 51,23  |  |  |  |
|                | Claude Gaits sortant      | MRG (ADFP)     | 9 642  | 23,28  |  |  |  |
|                | Jean Vieu                 | PCF            | 3 847  | 9,29   |  |  |  |
|                | Henri Cester              | FN             | 2 879  | 6,95   |  |  |  |
|                | Albert Danjau             | Les Verts (EÉ) | 2 003  | 4,84   |  |  |  |
|                | Valérie Lefebvre          | LT-LNÉ         | 1 012  | 2,44   |  |  |  |
|                | Christia Zueras           | LCR            | 656    | 1,58   |  |  |  |
|                | Alain Roger               | PLN            | 162    | 0,39   |  |  |  |
|                |                           |                |        |        |  |  |  |
| Inscrits       | Inscrits                  | Inscrits       | 61 080 | 100,00 |  |  |  |
| Abstentions    | Abstentions               | Abstentions    | 17 279 | 28,29  |  |  |  |
| Votants        | Votants                   | Votants        | 43 801 | 71,71  |  |  |  |
| Blancs et nuls | Blancs et nuls            | Blancs et nuls | 2 381  | 5,44   |  |  |  |
| Exprimés       | Exprimés                  | Exprimés       | 41 420 | 94,56  |  |  |  |

#### Troisième circonscription (Tarbes - Vic-en-Bigorre)
| Candidat       | Candidat                | Parti          | Premier tour | Premier tour | Second tour | Second tour |  |
| Candidat       | Candidat                | Parti          | Voix         | %            | Voix        | %           |  |
| -------------- | ----------------------- | -------------- | ------------ | ------------ | ----------- | ----------- |  |
|                | Jean Journé             | UDF (Rad)      | 10 920       | 32,53        | 16 724      | 49,67       |  |
|                | Jean Glavany élu        | PS (ADFP)      | 8 537        | 25,43        | 16 941      | 50,32       |  |
|                | Raymond Erraçarret      | PCF            | 6 450        | 19,21        |             |             |  |
|                | Albert Sauvanet         | FN             | 2 732        | 8,13         |             |             |  |
|                | Arlette Dubalen         | GÉ (EÉ)        | 1 997        | 5,95         |             |             |  |
|                | Maurice Tejedor del Rio | Divers droite  | 1 351        | 4,02         |             |             |  |
|                | Pascale Dufresne        | LT-LNÉ         | 971          | 2,89         |             |             |  |
|                | Michel Laserge          | LO             | 496          | 1,47         |             |             |  |
|                | Gérard Viault           | PLN            | 109          | 0,32         |             |             |  |
|                |                         |                |              |              |             |             |  |
| Inscrits       | Inscrits                | Inscrits       | 52 563       | 100,00       | 52 559      | 100,00      |  |
| Abstentions    | Abstentions             | Abstentions    | 16 683       | 31,74        | 15 887      | 30,23       |  |
| Votants        | Votants                 | Votants        | 35 880       | 68,26        | 36 672      | 69,77       |  |
| Blancs et nuls | Blancs et nuls          | Blancs et nuls | 2 317        | 6,46         | 3 007       | 8,2         |  |
| Exprimés       | Exprimés                | Exprimés       | 33 563       | 93,54        | 33 665      | 91,8        |  |